# Frederick Clause
Frederick Clause (2 december 1791 - 10 november 1852) was een Brits scheepsarts in de Royal Navy en kunstschilder.
Clause nam aan James Stirlings verkenning van de rivier de Swan deel.

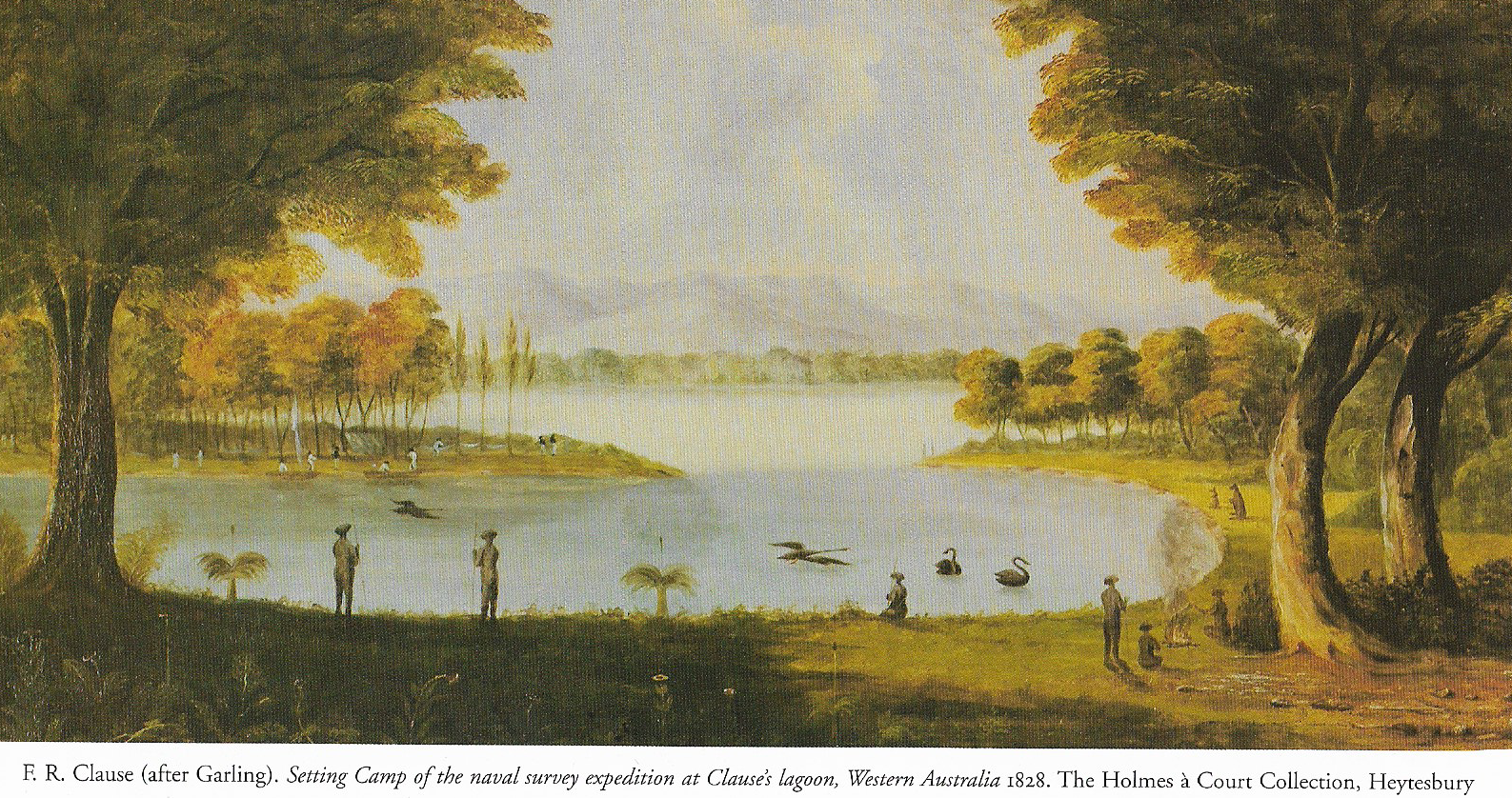

## Vroege leven
Clause werd geboren op 2 december 1791. In september 1813 trad hij toe tot de Royal Navy.
Van juni 1814 tot februari 1815 was Clause onder het bevel van kapitein J. Cape scheepsarts op het schip Snake. In februari 1826 werd hij aan de bemanning van de HMS Succes toegevoegd.

## West-Australië
In maart 1827 zeilde Clause onder het bevel van James Stirling aan boord van de HMS Succes naar het westen van Australië, om er de rivier de Swan te verkennen.
Clause nam samen met onder meer kunstschilder Frederick Garling Jr. en botanicus Fraser deel aan Stirlings verkenningstocht van de rivier. Tijdens de tocht maakte Garling verschillende schetsen die hij later tot schilderijen herwerkte. Omdat ze van het officiële verslag deel uitmaakten, werden de schilderijen echter nooit publiekelijk vertoond. Enkel Clause's versie van een van de schilderijen, Setting Camp of the survey expedition at Clause's Lagoon. Western Australia 1828, werd publiek gemaakt nog voor de kolonie aan de rivier de Swan werd gesticht.
Clause's vriend en kunstschilder William John Huggins zou er in 1830 een eigen versie van maken. Huggins maakte er door middel van lithografie een ets van.
Naast het schilderij speelde ook Clause's positieve verslag over het klimaat en het effect ervan op de gezondheid van de mens - door Stirling bij het officiële verslag gevoegd - een rol in het beslissingsproces en de 'Swan Mania' die leidden tot de stichting van de kolonie aan de rivier de Swan.

## Nalatenschap
Over Clause's latere leven is niet veel bekend. Hij stierf op 10 november 1852.
- Dictionary of Australian Artists: frederick-rushbrook-clause